# Heizmannia demeilloni
Heizmannia demeilloni är en tvåvingeart som beskrevs av Mattingly 1970. Heizmannia demeilloni ingår i släktet Heizmannia och familjen stickmyggor. Inga underarter finns listade i Catalogue of Life.